# Rosco McQueen Firefighter Extreme
Rosco McQueen Firefighter Extreme, conosciuto anche semplicemente come Rosco McQueen, è un videogioco d'azione per PlayStation pubblicato dalla SCEE tra settembre 1997 e ottobre 1998.

## Modalità di gioco
Il protagonista del gioco è Rosco McQueen, un vigile del fuoco, il cui scopo è, oltre a spegnere gli incendi e salvare delle persone bloccate negli edifici incendiati, sconfiggere Sylvester Square ed i suoi scagnozzi robot.
Rosco è munito di un'ascia per sconfiggere i nemici robot presenti nel gioco e di un contenitore d'acqua con un tubo per spegnere gli incendi. Tuttavia l'acqua non è infinita e il protagonista deve recuperarne delle "munizioni" durante il gioco. Rosco non deve stare però troppo tempo consecutivamente a contatto con il calore, altrimenti avviene il cosiddetto game over.

## Doppiaggio
| Personaggio        | Doppiatore italiano |
| ------------------ | ------------------- |
| Rosco              | Andrea Piovan       |
| Direttore pazzo    | Massimo Marinoni    |
| Digix              | Benedetta Ferraro   |
| Persone da salvare | Alessandro Ricci    |